# ブルボン＝ラルシャンボー
ブルボン＝ラルシャンボー（仏: Bourbon-l'Archambault）は、フランスのオーヴェルニュ＝ローヌ＝アルプ地域圏アリエ県ムーラン郡のコミューンで、ブルボン＝ラルシャンボー小郡の小郡庁所在地。温泉町として知られる。